# Carena de Pica Roja
La Carena de Pica Roja és una serra situada al municipi d'Alins a la comarca del Pallars Sobirà, amb una elevació màxima de 2.903 metres.